# NGC 4559
NGC 4559 (ou Caldwell 36) est une galaxie spirale intermédiaire relativement rapprochée et située dans la constellation de la Chevelure de Bérénice. Sa vitesse par rapport au fond diffus cosmologique est de 1 096 ± 20 km/s, ce qui correspond à une distance de Hubble de 16,17 ± 1,17 Mpc (∼52,7 millions d'al). NGC 4559 a été découverte par l'astronome germano-britannique William Herschel en 1785.
Plusieurs objets (IC 3550, IC 3551, IC 3552, IC 3554, IC 3555, IC 3563 et IC 3564) sont soit des étoiles de notre galaxie superposées à NGC 4559 ou encore des nébuleuses en émission de cette galaxie.

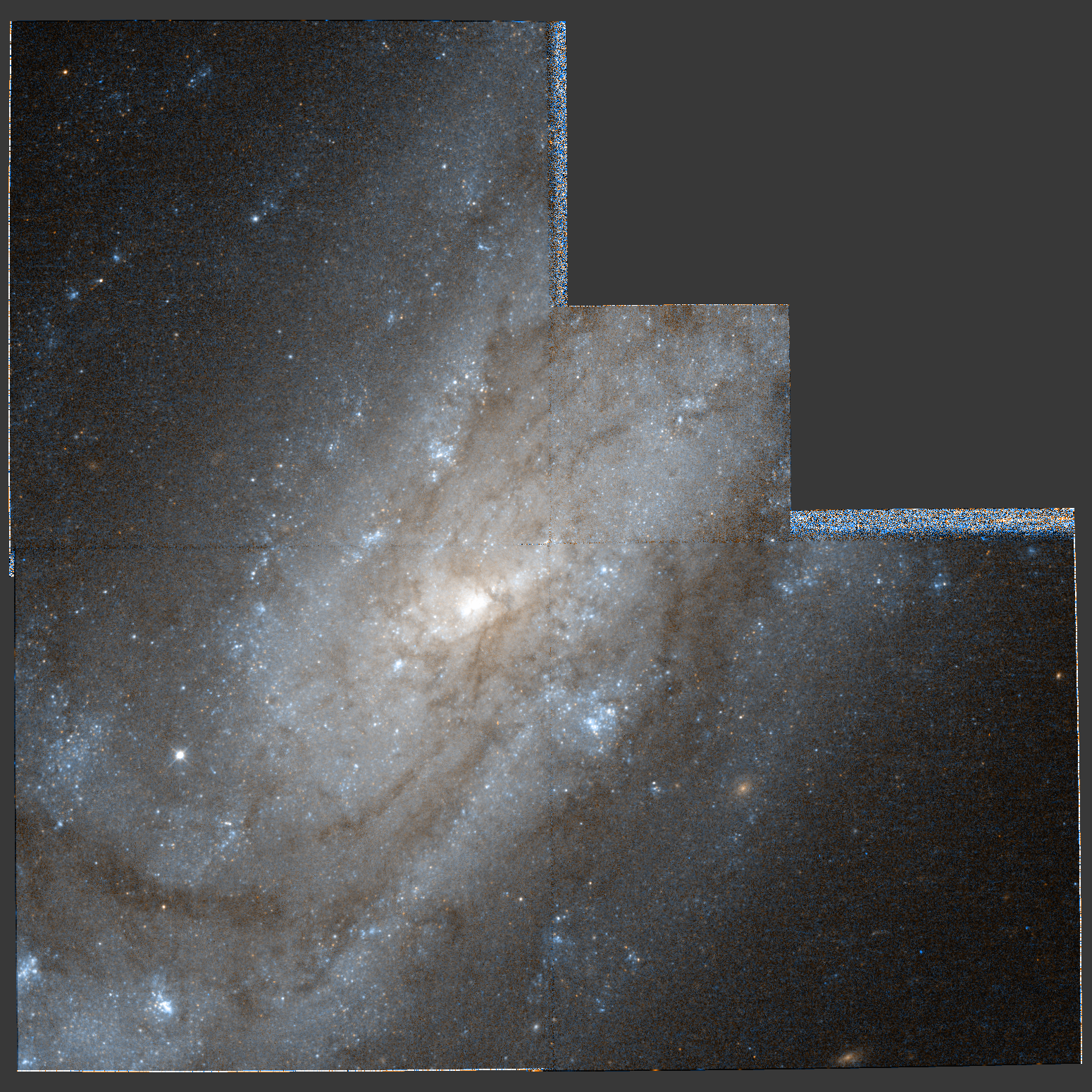
NGC 4559 par le télescope spatial Hubble.

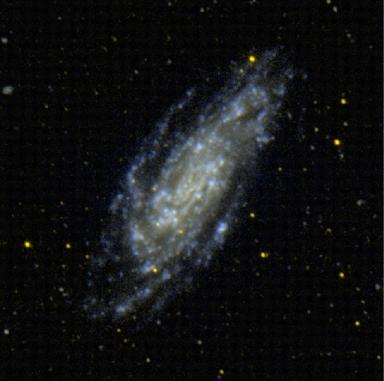
NGC 4559 dans le domaine de l'ultraviolet par GALEX.

La classe de luminosité de NGC 4559 est III-IV et elle présente une large raie HI. La luminosité de la galaxie NGC 4559 dans l'infrarouge lointain (de 40 à 400 µm)  est égale à 2,88 × 109 {\displaystyle L_{\odot }} (109,46{\displaystyle L_{\odot }}) et sa luminosité totale dans l'infrarouge (de 8 à 1 000 µm) est de 3,63 × 109 {\displaystyle L_{\odot }} (109,56{\displaystyle L_{\odot }}).
En raison d'une brillance de surface égale à 14,18 mag/am2, on peut qualifier NGC 4559 de galaxie à faible brillance de surface (LSB en anglais pour low surface brightness). Les galaxies LSB sont des galaxies diffuses (D) avec une brillance de surface inférieure de moins d'une magnitude à celle du ciel nocturne ambiant.
À ce jour, 26 mesures non basées sur le décalage vers le rouge (redshift) donnent une distance de 7,530 ± 2,465 Mpc (∼24,6 millions d'al), ce qui est nettement à l'extérieur des valeurs de la distance de Hubble. Cependant, cette galaxie est relativement rapprochée du Groupe local. On obtient souvent des distances assez différentes pour les galaxies rapprochées en se basant sur le décalage en raison du mouvement propre de ces galaxies dans le groupe où l'amas où elles sont situées. Cette valeur est peut-être plus près de la distance réelle de cette galaxie. Notons que c'est avec la valeur moyenne des mesures indépendantes, lorsqu'elles existent, que la base de données NASA/IPAC calcule le diamètre d'une galaxie.

## Supernova
La supernova SN 1941A a été découverte dans NGC 4559 le 25 janvier 1941 par un dénommé Jones. Le type de cette supernova n'a pas été déterminé,.
LBV 2016blu, une explosion semblable à une supernova mais de type variable lumineuse bleue a été observée dans cette galaxie le 11 janvier 2012 dans le cadre du dans le cadre du programme LOSS (Lick Observatory Supernova Search) de l'observatoire Lick. Plusieurs explosions ont été observées au même endroit depuis, le 25 février 2014 par l'astronome japonais Koichi Itagaki, le 22 juin 2014 par l'astronome amateur italien Giancarlo Cortini, le 5 avril 2016 par l'astronome amateur britannique Ron Arbour, puis le 18 avril 2017, le 1er août 2017 et le 15 janvier 2019 par Itagaki. La dernière observation a eu lieu le 24 mai 2020.

## Groupe de NGC 4725
Selon un article publié par Abraham Mahtessian en 1998, NGC 4559 fait partie d'un groupe de galaxies qui compte au moins 16 membres, le groupe de NGC 4725, la galaxie la plus brillante du groupe. Les autres galaxies de ce groupe sont NGC 4245, NGC 4251, NGC 4274, NGC 4278, NGC 4283, NGC 4308, NGC 4310, NGC 4314, NGC 4393, NGC 4494, NGC 4565, NGC 4670, NGC 4725 et NGC 4747.
D'autre part, les galaxies NGC 4245, NGC 4251, NGC 4274, NGC 4278, NGC 4283, NGC 4310 et NGC 4314 font partie d'une autre groupe décrit par A.M. Garcia dans un article publié en 1993, le groupe de NGC 4274.
Trois autres galaxies du groupe NGC 4725 de Mahtessian se retrouvent aussi dans deux autres groupes de Garcia : NGC 4308 dans le groupe de NGC 4631 ainsi que NGC 4494 et NGC 4565 dans le groupe de NGC 4565. Les frontières entre les groupes ne sont pas clairement établies et dépendent des critères de proximité utilisés par les auteurs.